# Wybuch jądrowy

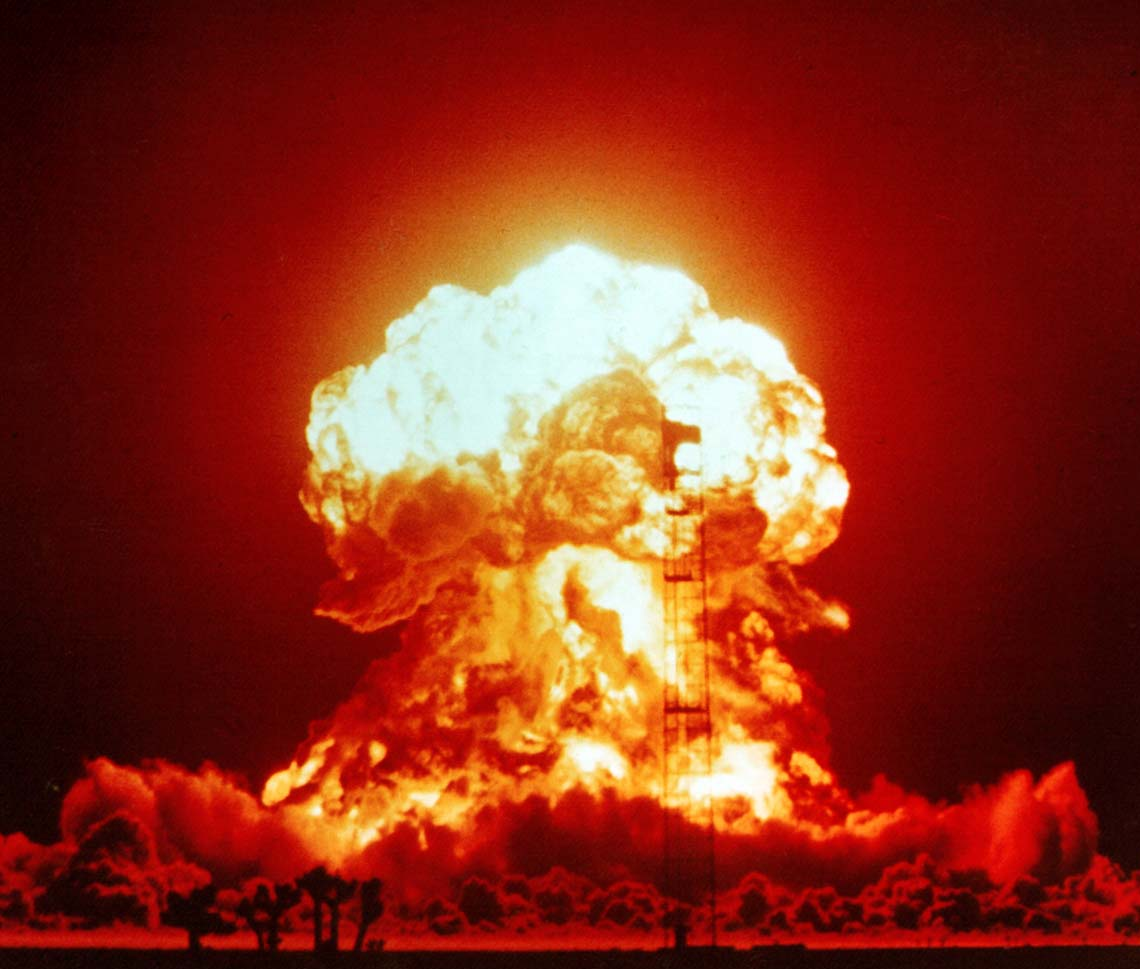
Eksplozja ładunku atomowego Badger o mocy 23 kiloton, którą przeprowadzono podczas serii testów atomowych (poligon Nevada, 1953)

Wybuch jądrowy – eksplozja, do której dochodzi w wyniku szybkiego uwolnienia energii spowodowanego reakcją jądrową, czyli rozszczepieniem jąder pierwiastków ciężkich, lub reakcji termojądrowej, czyli syntezy jąder pierwiastków lekkich, która zachodzi w ładunku jądrowym. Tego typu wybuch stanowi istotę działania broni jądrowej.

## Przebieg wybuchu
Wybuch jądrowy prowadzi do wydzielenia olbrzymich ilości energii, w bardzo krótkim czasie, blisko 10−6s, w niewielkiej objętości materii. W wyniku czego produkty rozszczepienia, obudowa wraz z innymi częściami broni oraz otaczające powietrze ogrzane zostają do niezwykle wysokiej temperatury, czyli kilku milionów stopni Celsjusza. Tak wysoka temperatura powoduje, że w czasie wybuchu w fazę gazową przechodzą wszystkie materiały. Powstaje wówczas ogromne ciśnienie rzędu kilku miliardów atmosfer. Spowodowane jest to tym, że początkowa objętość powstających w czasie wybuchu gazów ograniczona jest przez rozmiary bomby.
W pierwszej fazie po wybuchu bomby jądrowej dochodzi do powstania ognistej kuli gazów, której temperatura jest bardzo wysoka i ciśnienie jest ogromne. Taka kula rozszerza się w bardzo krótkim czasie, jednocześnie zmniejsza się jej temperatura i ciśnienie, przez co obniża się również jasność świecenia. Ognista kula składa się z radioaktywnych produktów rozszczepienia uranu lub plutonu, a także różne składniki bomby.

## Grzyb atomowy
Po wybuchu jądrowym tworzy się potężny słup, którego wysokość może wynieść dziesiątki kilometrów. Jego szczyt przyjmuje postać obłoku w charakterystycznym kształcie grzyba. Tworzące ten obłok drobne pyły i aerozole radioaktywne są unoszone przez wiatr i przebywają duże odległości. Później opadają na powierzchnię ziemi i tworzą promieniotwórczy opad, co wywołuje skażenie terenu.

## Skutki
Następstwami wybuchu jądrowego są:
| Zjawisko                  | Opis                                                                     | Uwolniona energia w procentach | Źr.   |
| ------------------------- | ------------------------------------------------------------------------ | ------------------------------ | ----- |
| fala uderzeniowa          | powoduje zniszczenie obiektów znajdujących się w zasięgu wybuchu         | ok. 50                         | [ 1 ] |
| promieniowanie świetlne   | wywołuje pożary i oparzenia ciał                                         | ok. 30                         | [ 1 ] |
| promieniowanie jonizujące | wywołuje negatywne skutki u organizmów żywych, czyli chorobę popromienną | ok. 10                         | [ 1 ] |

## Historia
Do pierwszego naziemnego wybuchu jądrowego bomby atomowej, testu o kryptonimie Trinity, doszło 16 lipca 1945 roku na terenie amerykańskiego poligonu wojskowego w Alamagordo (Nowy Meksyk). Z kolei pierwszy wybuch bomby wodorowej (reakcja syntezy) miał miejsce 1 listopada 1952 roku na poligonie leżącym w obrębie atolu Enewetak, na Wyspach Marshalla (zajęte w 1944 roku, na czas testów, przez Stany Zjednoczone).
W 1963 roku zawarto międzynarodowe porozumienie o „Układzie zakazującym prób z bronią jądrową w atmosferze, w przestrzeni kosmicznej i pod wodą” (inaczej: „Układ o częściowym zakazie prób nuklearnych”) ze względu na ich skrajną szkodliwość. Pakt wszedł w życie 10 października tego samego roku. Stronami tego traktatu jest obecnie 125 państw (stan na: 2014 r.).